# Lichenohendersonia uniseptata
Lichenohendersonia uniseptata är en svampart som beskrevs av Etayo & Calat. 2001. Lichenohendersonia uniseptata ingår i släktet Lichenohendersonia, divisionen sporsäcksvampar och riket svampar.   Inga underarter finns listade i Catalogue of Life.